# كوكو (غوريلا)
هانابيكو "كوكو" هي غوريلا أنثى ولدت في حديقة حيوان سان فرانسيسكو في الولايات المتحدة الأمريكية 4 يوليو 1971 ولقد لاقت شعبيه كبيرة من قبل وسائل الإعلام حيث يمكنها التخاطب مع البشر عن طريقة لغة الإشارة الأمريكية.

## روابط خارجية
- كوكو على موقع IMDb (الإنجليزية)
- كوكو على موقع إن إن دي بي (الإنجليزية)